# Celerinatantimonas diazotrophica
Espèce
Celerinatantimonas diazotrophica est l'espèce type du genre de bactéries marines Celerinatantimonas. Ce sont des bactéries à Gram négatif phylogénétiquement incluses dans l'ordre des Alteromonadales. Ce sont des bactéries capables de fixer l'azote atmosphérique et qui ont pu être isolées de racines des Graminées Spartina alterniflora.

## Taxonomie

### Étymologie
L'étymologie de l'espèce Celerinatantimonas diazotrophica est la suivante : di.a.zo.tro’phi.ca Gr. adv. dis, double, deux; N.L. neut. n. azotum, azote; N.L. pref. diazo-, appartenant au diazote; N.L. fem. adj. trophica, s'occuper, nourrir; du Gr. fem. adj. trophikê; N.L. fem. adj. diazotrophica, grandissant sur le diazote,.

### Historique
L'espèce Celerinatantimonas diazotrophica, son genre Celerinatantimonas et sa famille Celerinatantimonadaceae ont été décrits en 2011 et l'étude des séquences de leur ARNr 16S a permis de les positionner proche des familles Alteromonadaceae et Colwelliaceae. Ils sont donc dans l'ordre des Alteromonadales décrit depuis 2005,. Ces bactéries font partie de la classe des Gammaproteobacteria.

## Description
Lors de sa description de 2011, l'espèce Celerinatantimonas diazotrophica est composée de bactéries à Gram négatif. Ce sont de gros bacilles à mobiles par l'intermédiaire d'un flagelle polaire unique,. Ces bacilles ne forment pas d'endospores. Ces bactéries sont anaérobies facultatives et nécessitent des conditions mésophiles et du NaCl pour leur croissance. Elles sont catalase positives et oxydase négatives.
Le pourcentage en bases nucléotidiques GC de l'ADN est situé entre 41,5 % et 44,4 % en 2011.

## Habitats
Ces bactéries sont des bactéries marines. Elles ont été isolées à partir des racines de la plante Juncus roemerianus et des racines des graminées de l'espèce Spartina alterniflora, présentes dans les marais salants du North Inlet de l'île Goat Island près de Georgetown en Caroline du Sud.